# Torre Lligé
La Torre Lligé és un edifici del municipi de Cardedeu (Vallès Oriental) protegit com a bé cultural d'interès local.

## Descripció
És un edifici civil, Ajuntament. Alineat a tres carrers. Està format per planta baixa i dos pisos. La coberta és composta a quatre vessants. A la planta baixa de la façana principal sobresurt un cos de coberta plana coronat per una balustrada, formant un porxo tancat per arcs. La façana principal és de composició simètrica. Els elements formals i decoratius són historicistes. De la coberta es sobresurt una torre mirador. La part de darrer de l'edifici correspon al jardí.

## Història
Segons l'extracte dels acords municipals del secretari Artigues, en 1884 s'inicia un període d'intensa activitat constructiva amb un gran nombre d'expedients (Plec de l'Arxiu Municipal). Aquesta eufòria constructiva coincideix amb un bon moment de l'economia local. És el moment també de l'arribada dels primers estiuejants-cardedeuencs establerts a Barcelona que construeixen a la vila.